# Podostemum algaeforme
Podostemum algaeforme là một loài thực vật có hoa trong họ Podostemaceae. Loài này được (Bedd.) Benth. miêu tả khoa học đầu tiên năm 1880.